# Bufo stejnegeri
Bufo stejnegeri är en groddjursart som beskrevs av Schmidt 1931. Bufo stejnegeri ingår i släktet Bufo och familjen paddor. IUCN kategoriserar arten globalt som livskraftig. Inga underarter finns listade.